# Primo adoptant
 (janvier 2018).
Si vous disposez d'ouvrages ou d'articles de référence ou si vous connaissez des sites web de qualité traitant du thème abordé ici, merci de compléter l'article en donnant les références utiles à sa vérifiabilité et en les liant à la section « Notes et références ».

Cycle de diffusion de l'innovation d'après Everett Rogers (1962).

Un primo adoptant (en anglais : early adopter) est un client précoce d'un produit ou d'une technologie. Le terme original provient du livre Diffusion of Innovations (1962) d'Everett Rogers,.
Généralement, un primo adoptant sera un client qui, en plus d'utiliser le produit ou la technologie du fournisseur, participera également à évaluer ce dernier pour aider le vendeur à affiner ses futures versions de produits, ainsi que les moyens associés de distribution ou de service. Il précède ainsi le marché de masse.
Dans le domaine de la politique, la mode ou l'art par exemple, cette personne serait considérée comme un pionnier ou un faiseur de tendance.

## Le cycle de diffusion de l'innovation d'après Everett Rogers
Dans son ouvrage Diffusion of Innovations (1962), Everett Rogers théorise un cycle de diffusion de l'innovation à travers 5 profils de clients :
1. Les innovateurs (innovators) : il s'agit de clients adeptes de la nouveauté et en veille permanente sur leurs centres d'intérêts. C'est uniquement l'effet de nouveauté qui les convainc de passer à l'acte d'achat.
2. Les primo adoptants (early adopters) : ils représentent des clients à la recherche d'une solution pour répondre à un besoin non satisfait. Ils n'ont pas peur d'acheter un nouveau produit ou service, même si ces derniers ne sont pas totalement aboutis, du moment qu'ils en saisissent la valeur.
3. La majorité précoce (early majority) : il s'agit d'une majorité de personnes qui acceptent une innovation dès lors qu'un nombre suffisant d'autres clients ou utilisateurs ont déjà validé la pertinence ou l'efficacité de l'innovation concernée.
4. La majorité tardive (late majority) : il s'agit d'une majorité de personnes qui ne sont pas enclins à se tourner vers une innovation mais qui vont tout de même le faire par pression sociale.
5. Les retardataires (laggards) : ils achètent un produit ou service du moment qu'ils n'ont plus le choix. Certaines personnes étaient par exemple réfractaires à l'achat d'un smartphone il y a encore quelques années. Aujourd'hui, de nombreux services obligent à utiliser un smartphone (banques, applications de l'État comme Tous Anti Covid, etc.). Les retardataires sont donc contraints de passer à l'achat.